# Mannlicher M1895 olandese
Il Mannlicher M1895 olandese o M95, da non confondere con il Mannlicher M1895 standard dell'Imperial regio Esercito, era un fucile a otturatore girevole-scorrevole, in servizio nelle forze armate dei Paesi Bassi dal 1895 al 1945, presso le quali rimpiazzò l'obsoleto Beaumont-Vitali M1871/88.

## Storia

### Sviluppo
Il fucile era basato sul precedente Mannlicher M1893, ordinato dalla Romania, che a sua volta era una versione modernizzata del tedesco Gewehr 1888. Sia il Mannlicher olandese che quello rumeno erano camerati per la stessa cartuccia 6,5 × 53 mm R. Inizialmente realizzato dalla Österreichische Waffenfabriksgesellschaft di Steyr, a partire dal 1904 venne prodotto su licenza nei Paesi Bassi presso Hembrug Zaandam. I Paesi Bassi ordinarono circa 470.000 M95. La munizione da 6,5 mm ottenne anche un limitato successo sul mercato sportivo, venendo usata per esempio dal cacciatore di elefanti W. D. M. Bell.

### Impiego operativo
Durante la Campagna di Francia nel 1940, la fanteria leggera armata con il M95 venne facilmente superata in potenza di fuoco dalle truppe della Wehrmacht, largamente dotate di mitragliatrici leggere, mitra quali il MP 40 e fucili come il Mauser Karabiner 98k. I fucili M95 caduti in mani tedesche furono riutilizzati dalla Wehrmacht con la denominazione Gewehr 211(h). Nel 1942 il Koninklijk Nederlandsch-Indisch Leger ("Reale esercito delle Indie Orientali Olandesi") venne rifornito dagli Alleati con armi americane e britanniche, abbandonando quindi i M95, alcuni dei quali dopo la guerra vennero ricamerati per la munizione .303 British ed assegnati alle forze di polizia coloniale.

## Varianti
Il M95, arma moderna al momento dell'adozione, era terribilmente obsoleta alla fine della sua vita operativa. I militari olandesi non avevano fondi per sostituirlo ed esso rimase in servizio per 47 anni, divenendo uno dei fucili con la più lunga vita operativa al mondo. Vennero prodotte ben 9 varianti, per la maggior parte carabine che differivano per la posizione delle magliette per la bandoliera, tra le quali:
- No.1: carabina da cavalleria introdotta nel 1896.
- No.2: per la Koninklijke Marechaussee, dotata di baionetta pieghevole;
- No.3: carabina per artiglieria e genio militare;
- Karabijn No.4: carabina progettata nel 1909 per le truppe cicliste, con protezione in legno sul lato sinistro del serbatoio;
- M95 Loopgraafgeweer: fucile progettato nel 1916 con periscopio per la guerra di trincea.

Verso il 1930 vennero introdotti nuovi modelli dei No.1, No.2, No.3 e No.4, cui si aggiunse nel 1936 la carabina corta No.5.

## Gallery

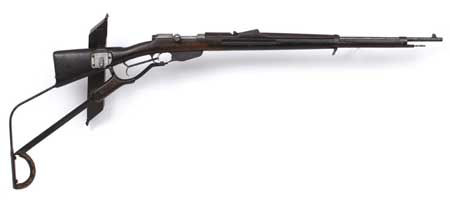
Il M95 Loopgraafgeweer con periscopio
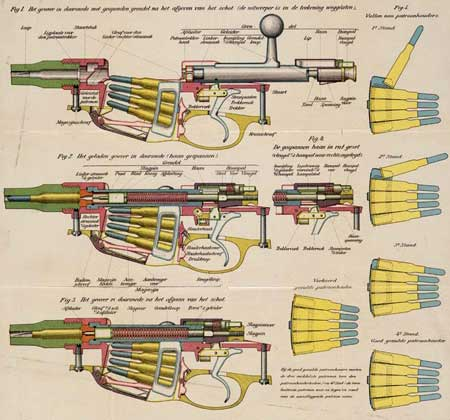
Disegno dell'azione
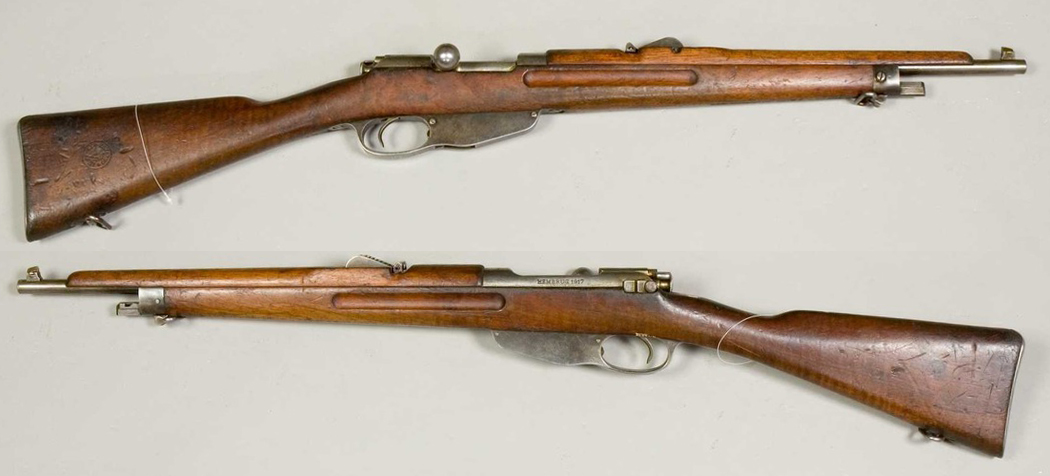
Un No.3 primo modello, presso l'Armémuseum di Stoccolma
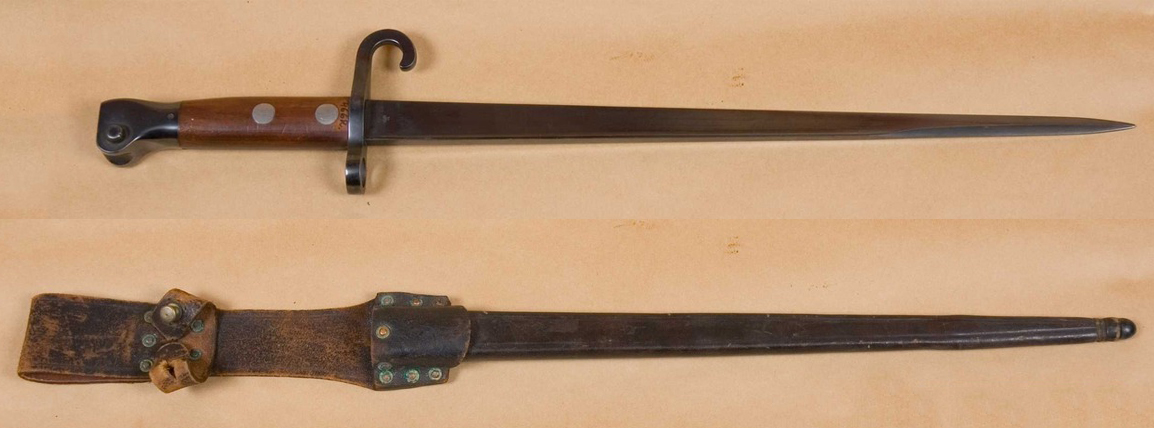
Baionetta del M95 e relativo fodero